# カプタイン星
カプタイン星 (Kapteyn's star) は、太陽系から見てがか座の方向約12.83 光年の距離にある赤色矮星。バーナード星に次いで全天で2番目に固有運動が大きな恒星として知られる。

## 発見
1897年にヤコブス・カプタインにより発見された。

## 特徴
カプタイン星は大きな固有運動を持つことで知られ、天球上を1年に8.7秒角も移動する。これはバーナード星に次いで2番目の速さである。このように高速度で運動する星は、銀河円盤ではなく銀河系をとりまく銀河ハローで生まれた古い星である。
実際にカプタイン星は重元素に乏しく（メタルプア）、また赤色矮星としては比較的明るくフレアが確認されていないなどの、種族IIの恒星の特徴を有している。元々は球状星団の一員であったものが他の恒星との重力作用によって加速され、星団から飛び出したのではないかと考えられている。

## 惑星系
2014年、2つのスーパー・アースサイズの惑星カプタインbとカプタインcが発見された。このうちカプタインbはハビタブルゾーンに存在し、年齢は約115億年と見られている。しかし、2021年にはこれらの惑星の存在を示す信号は主星の自転や活動によるアーティファクトであるとする、惑星の存在を否定する研究結果が発表された。
| 名称 （恒星に近い順） | 質量    | 軌道長半径 （天文単位） | 公転周期 (日)  | 軌道離心率 | 軌道傾斜角 | 半径 |
| --------------------- | ------- | ----------------------- | -------------- | ---------- | ---------- | ---- |
| b (未確認)            | >4.5 M⊕ | 0.168 ± 0.005           | 48.616 ± 0.036 | < 0.4      | —          | —    |
| c (未確認)            | >7.0 M⊕ | 0.311 ± 0.02            | 121.53 ± 0.25  | < 0.4      | —          | —    |